# Gymnostachyum signatum
Gymnostachyum signatum là một loài thực vật có hoa trong họ Ô rô. Loài này được (Benoist) Imlay mô tả khoa học đầu tiên năm 1939.